# Domenico II di Sutri
Domenico (fl. XI secolo) è stato vescovo di Sutri, storicamente documentato nel 1027.

## Biografia
Non si conosce nulla della vita e dell'operato del vescovo Domenico, noto solamente per la sua partecipazione al concilio di Roma indetto da papa Giovanni XIX il 6 aprile 1027 e celebrato nella basilica di San Giovanni in Laterano, qualche giorno dopo l'incoronazione dell'imperatore Corrado II.
Di questo concilio non sono stati conservati gli atti, ma solo il protocollo iniziale e la decisione con cui l'assise conciliare accolse le richieste di Poppone di Aquileia e dell'imperatore a favore del patriarcato di Aquileia e contro il patriarcato di Grado. Giovanni XIX, ribaltando una decisione che aveva già preso nel 1024 a favore di Grado, sottomise a Poppone la città di Grado e il suo titolo patriarcale, sopprimendo di fatto il patriarcato gradese. Questa sentenza fu nuovamente ribaltata dal papa nel 1029.
Nel protocollo conciliare sono elencati tutti i vescovi, gli abati e i cardinali presenti al concilio. Sui 48 vescovi menzionati, Dominico Sutriense compare al 22º posto, tra Teobaldo di Albano e Liotulfo di Trevi.
Nella vita di papa Leone IX (1049-1054), attribuita all'arcidiacono Wiberto di Toul,, si racconta che, durante il concilio celebrato dal papa a Roma nel mese di aprile del 1049, furono deposti tutti i vescovi simoniaci, tra cui anche un anonimo episcopus de Sutria, il quale cercò di produrre falsi testimoni per evitare la condanna. Secondo l'autore della vita del pontefice, il vescovo fu colpito da un male improvviso e morì poco dopo. Secondo Schwartz, quest'anonimo vescovo potrebbe essere o Domenico o un altro vescovo, suo successore, di cui però non si conosce il nome.